# Джанкшен-Сіті (Каліфорнія)
Джанкшен-Сіті (англ. Junction City) — переписна місцевість (CDP) в США, в окрузі Триніті штату Каліфорнія. Населення — 658 осіб (2020).

## Географія
Джанкшен-Сіті розташований за координатами 40°43′27″ пн. ш. 123°3′3″ зх. д. / 40.72417° пн. ш. 123.05083° зх. д. (40.724214, -123.050717).  За даними Бюро перепису населення США в 2010 році переписна місцевість мала площу 72,39 км², з яких 72,27 км² — суходіл та 0,12 км² — водойми.

## Демографія
Згідно з переписом 2010 року, у переписній місцевості мешкало 680 осіб у 293 домогосподарствах у складі 187 родин. Густота населення становила 9 осіб/км².  Було 361 помешкання (5/км²).
Расовий склад населення:
| - 87,8 % — білих - 4,3 % — корінних американців - 0,3 % — азіатів - 0,1 % — чорних або афроамериканців - 2,9 % — осіб інших рас |

До двох чи більше рас належало 4,6 %. Частка іспаномовних становила 7,2 % від усіх жителів.
За віковим діапазоном населення розподілялося таким чином: 16,2 % — особи молодші 18 років, 61,2 % — особи у віці 18—64 років, 22,6 % — особи у віці 65 років та старші. Медіана віку мешканця становила 52,3 року. На 100 осіб жіночої статі у переписній місцевості припадало 100,6 чоловіків;  на 100 жінок у віці від 18 років та старших — 101,4 чоловіків також старших 18 років.
Середній дохід на одне домашнє господарство  становив 55 998 доларів США (медіана — 43 500), а середній дохід на одну сім'ю — 60 836 доларів (медіана — 49 792). За межею бідності перебувало 14,4 % осіб, у тому числі 16,6 % дітей у віці до 18 років та 5,1 % осіб у віці 65 років та старших.
Цивільне працевлаштоване населення становило 153 особи. Основні галузі зайнятості: публічна адміністрація — 20,9 %, освіта, охорона здоров'я та соціальна допомога — 16,3 %, науковці, спеціалісти, менеджери — 15,0 %, будівництво — 15,0 %.